# 人工臓器
人工臓器 （じんこうぞうき、Artificial Organs）は、生体の臓器あるいは組織の代行を目的として人工的につくられた装置や材料類の総称。日本人工臓器学会では「病んだ臓器の代行を目的として開発されたもの」 としている。

## 概要
病んだ臓器の代行を目的として開発されたものである。
人工臓器には材料工学や電子工学等の機械技術を用いたものや、組織工学（英Tissue Engineering)を用いたものがある。前者の例として人工心臓、後者の例として培養皮膚が挙げられる。
なお???は「固定された電源、フィルター、化学的な処理装置などと接続されていないことが人工臓器の特徴である」と考え、「定期的な充電や、消耗品の交換を必要とする機器も人工臓器に分類すべきでない」と意見をいい、「人工透析装置は腎臓の機能的代替物であり人体に接続される医療機器であるが、人工臓器ではない」と言っているという。

## 歴史
損傷した器官を補綴する器具のうち、四肢に関する物の歴史は極めて古く、最古の義肢についての記録は紀元前12世紀に成立したリグ・ヴェーダである。
古代エジプト人は義肢についての先駆者であり、紀元前10世紀頃の新王国時代の遺体から木製の爪先が見つかっている。
もう一つの古い記録はヘロドトスの書き残した、紀元前5世紀頃の予言者ヘゲシストラトスである。スパルタの捕虜であった彼は、逃げ出すため自ら脚を切断したのち、木製の義足を用いたとされている。
一方、現在のような体内埋込み型の医療機器は比較的新しく、第二次世界大戦後のことである。埋込み型の器具は異物反応のため実現困難であると考えられていたが、イギリスの医師ハロルド・リドリーが飛行士の治療からスピットファイア戦闘機の風防が異物反応を起こさないことを見出し、1949年に眼内レンズを開発した。これが埋込み型医療機器の端緒である。
1950年代に血管や人工関節などの埋込み型器具が、合成樹脂や金属を用いて作り出された。しかし、異物反応によって人工臓器の機能が損なわれたり、凝固反応によって血栓が出来たりするなど、長期にわたる使用には問題があった。その後、材料工学の進展に伴い生体適合性に優れた材料が生まれた。例えば、人工骨であり、初期の埋め込み型人工骨はステンレスやアルミナといった金属材料を使ったものであった。これらの材料は骨と機械的強度が大きく異なる為、数年から10年に一度、外科的検査またはレントゲン検査によって、体内に埋め込まれた人工骨を検査し、場合によっては取り替える等、患者に負担をかける治療方法となっていた。しかし、1980年代にリン酸カルシウムという骨の組成に近い素材を用いる事によって人工骨の周りに生体組織が定着しやすくなった。この事によって、人工骨を用いた医療を患者が安心して受けられるようになった。

## 種類
- 義手
- 義足
- 義歯
- 義眼
- 義耳
- 義鼻
- 人工舌
- 人工乳房
- 人工食道
- 人工括約筋
- 補助人工心臓（英: Ventricular Assist Device, VAD）
- 人工心肺（心臓血管外科手術の中で特に開心術を行う時に、体外循環の間に用いられる医療機器）
- 人工心筋
- 人工心臓弁
- 心臓ペースメーカー
- 脳ペースメーカー（日本国内では臨床試験中ではあるが、重度の鬱やパーキンソン氏病等の治療に用いられる装置）
- 人工硬膜
- デンタルインプラント
- ダイアライザー（医療行為として、人工透析に用いられる装置）
- 人工膵臓（リアルタイムで血糖値を測定しインスリン・グルコースを自動的に計算・投与して血糖値の制御を行う装置）
- 人工骨
- 人工関節
- 人工内耳
- 人工視覚装置（英語版）（人工網膜）
- 人工神経
- 人工血管
- 人工皮膚
- 眼内レンズ
- オルガノイド
- 臓器プリンティング（臓器の印刷）
- Organ-on-a-chip（生体機能チップ）

## 機械技術に基づく人工臓器[要出典]
セラミックス製の人工骨やインプラント治療で用いられる歯科材料は機械技術に基づく人工臓器である。
白内障の悪化によって水晶体を除去された患者の眼球に直接埋め込む人工水晶体等もこれにあたる。
機械式の補助人工心臓等がこれにあたる。他の例としては、心臓疾患の患者の体内に埋め込む心臓ペースメーカーや、
更に近年、臨床試験が完了して実用化されている人工臓器としては、電子工学技術と脳の聴神経との接続によって耳の聞こえない人に聴覚を与える人工内耳も挙げられる。また、多点電極を用いて視覚中枢へ電気刺激を行う事によって目の見えない人に視力を与える人工視覚システム（人工網膜、人工眼）の実用化に向けて研究開発が進んでいる。
近年では、体力の衰えや不慮の事故等によって生じた機能障害を補助する事を目的として、機械とコンピュータ技術を組み合わせた、人工肢や人工腕、更には補助装置等も実用化に向けた開発が進んでいる。これまでは、自分の意思で義手や義足を動かす事が出来なかったが、運動神経系から生じる微量な電気信号をキャッチする事ができるセンサーの開発等によって、自分の意思で義手や義足を動かす事が可能になった。無論の事ではあるが、今後は感覚神経系とのフィードバック等も考慮に入れた人工肢や人工腕等の開発も進むものと思われる。これによって、失われた感覚等を取り戻せる可能性もある。
更にこれらから一歩進んで、脳神経機能そのものを制御する試みも開始されている。例えば、日本の東北大学では、ペルティエ素子と経皮エネルギー伝送システムの組み合わせによる脳神経機能後期機能制御装置の開発を進めている
。このシステムは、てんかんなどの脳神経系における病的発作に対し、完全に無侵襲的に対応できる点で特徴をなす。

## 組織工学に基づく人工臓器[要出典]
代替するべき器官や部位に対して、生きた細胞を用いて新たに組織を形成する事によって生まれた人工臓器の事である。この種の人工臓器を生み出す技術は組織工学と呼ばれており、医学の研究者のみならず、細胞や遺伝子を扱う分子生物学の研究者、プラスチックや高分子材料を扱う材料工学の研究者などが、学問領域の枠を超えて学際的な研究開発を行う事によって生まれた技術である。
皮膚、血管
、
骨、気管

、
食道、膣
、
軟骨

といった器官、組織が2014年時点、人工的な処置により少なくとも部分的な機能の再生が実現している。
また、2014年時点、肺
、
腎臓
、
肝臓

の再生が実験動物で報告されている。
また、iPS細胞を使って人工的に臓器をつくる試みもなされており、世界中の製薬会社、研究機関の研究者がしのぎを削っている。「iPS細胞#臓器作製」参照。
細胞を半透膜で包み小さなカプセルにして、それを移植する治療も試みられている。主に膵臓のランゲルハンス島の細胞を包み、糖尿病の治療に使われるなどが考えられている。「カプセル化細胞」を参照。

## 社会的背景
現代医療において、臓器移植の占める役割は無視できないが、生命倫理における脳死の問題、臓器移植を待つ患者に対し、臓器提供の意思を表明するドナーの数が不足しているという事実がある。このような状況下にあって、臓器移植による免疫不全のリスクや、異物が人体の免疫系に与えるリスクを抑えつつ、臓器移植によってしか救う事の出来ない患者の為に、人工臓器の開発が進められている状況となっている。